# Tramway de Schöneiche bei Berlin
 (décembre 2023).
Si vous disposez d'ouvrages ou d'articles de référence ou si vous connaissez des sites web de qualité traitant du thème abordé ici, merci de compléter l'article en donnant les références utiles à sa vérifiabilité et en les liant à la section « Notes et références ».
Le tramway de Schöneiche bei Berlin est le réseau de tramways de la ville de Schöneiche bei Berlin, en Allemagne. Il compte une unique ligne, longue de 14,1 km.